# 셀라
셀라(히브리어:סלה)는 기도나 시편에서 "멈춰서 들으라"라는 의미로 해석될 수 있다. 앞 구절을 강조한다는 점에서 셀라는 아멘과 비슷한 면이 있다.
이 의미에서 셀라는 읽는 이에게 잠시 멈추어서 앞의 내용을 묵상하라는 의미로 생각된다. 다른 해석으로는, 셀라는 음악 용어라는 해석과 (이는 시편 전반에 걸쳐 이 단어가 나오는 것을 잘 설명해준다) "영원히"를 의미한다는 해석이 있다.

## 어원
셀라의 어원과 정확한 의미는 알려져있지 않다. 이 단어는 시편의 39개의 편 중에서 71번 등장하며, 하박국 3장에서 세 번 등장한다.
셀라는 시편 3, 4, 24, 46편에서는 끝부분에 나오며, 다른 대부분의 경우에는 한 절의 끝에 등장하나 예외로서 시편 55:20, 57:4, 하박국 3:3, 9에서는 절의 중간에 등장한다.
성경에서 이 단어는 회중이나 경배자들에게 언급한 주제나 소재들을 주의깊게 재고 검토하라는 권유를 하는 것으로 해석될 수 있다.

## 현대의 해석
일반적으로 "셀라"는 문법적인 연결을 만들지 않는 것으로 받아들여지고 있다. 셀라는 예배음악의 기호이거나 글을 읽을 때의 지시사항일 것이다. "악장에게"(To the choir master [])라는 설명이 붙은 39개의 시편중에서 31개에 "셀라"가 등장하는 것으로 볼 때 셀라의 음악적인 용도에 무게가 실리고 있다.
이러한 해석에 발맞추어, "셀라"는 히브리어에 모음을 잘못 붙인 것으로 올바른 단어는 "Sollah"라는 주장이 있다. (Ewald, "Kritische Grammatik der Hebräischen Sprache,"p. 554; König, "Historisch-Kritisches Lehrgebäude der Hebräischen Sprache," ii., part i., p. 539). 이 지시어 (Sollah)는 "높이다"라는 의미로, 목소리가 없는 구간에서 오케스트라가 크게 간주를 연주하는 부분을 표시하는 포르티시모와 같은 용도로 생각할 수 있다. 따라서 가창을 담당하는 사람들에게는 멈추는 표시가 된다. 이 의미 또한 셀라가 "shelah" (잠시 멈춤)의 변형이라는 것으로 해석된다. 하지만 절의 중간에서 "잠시 멈춤"이라는 의미는 적용하기 힘들고, 연속된 의미를 중단하는 부분에서도 셀라가 등장하기 때문에 이러한 가정은 큰 반향을 끌지 못했다.
Grätz는 "셀라"가 새로운 문단을 시작하고, 때에 따라서는 인용을 의미한다고 주장한다. 시편에서 네 번에 걸쳐 마지막에 "셀라"가 등장하고 있으나, 위에 기술된 것처럼 시편은 연속적으로 읽을 수 있으며, 여러 편은 부분으로 존재한다. 예를 들어 시편 9편과 10편은 Septuagint의 번역에서는 하나로 되어 있으며 διάψαλμα가 없으며, 또한 시편 3편, 24편, 46편에서도 이 단어를 쓰지 않고 있다. B. Jacob은 어원을 통한 해석이 불가능하므로 "셀라"는 사원에서 부르는 노래에서 잠시 멈추는 부분을 나타내며, 시나고그나 교회가 사원의 특권을 얻을 수 없도록 의미가 숨겨져 있는 것이라는 결론을 내렸다.
셀라는 현대의 래스터패리언 음악에서도 사용된다. 대부분 노래의 가창이 멈추는 부분에서 사용되며, 그 의미는 그 전 구절을 강조하는 것으로 생각된다.

## 같이 보기
- 살라트
- 셀라 (성경 인물)